# Karl Nägele (Bildhauer)
Karl Nägele (* 28. März 1880 in Schwäbisch Gmünd; † 17. Juni 1949 in Sigmaringendorf) war ein deutscher Bildhauer und Bildschnitzer.

## Leben
Nach dem Besuch der Schule erfolgte Karl Nägeles Ausbildung zum Bildhauer im Atelier Müller in Saulgau, es folgten Stationen in Paderborn und an den Kunstschulen in Nürnberg und Horb. Es schlossen sich Bildungsjahre in Karlsruhe und Überlingen (dort im Atelier der Gebrüder Eugen und Victor Mezger; vormals Kunstwerkstatt Josef Eberle) an, ehe er sich 1908 als Mitbegründer des Ateliers Güntert und Nägele  in Sigmaringendorf selbständig machte. Die Kunstwerkstätte wurde ab 1913 in der Bahnhofstraße in Sigmaringendorf betrieben, in der zeitweilig bis zu zwanzig Personen beschäftigt wurden. In den 1920er Jahren trennte sich die Künstlergemeinschaft und Karl Nägele führte die Kunstwerkstätte alleine im Haus der heutigen Bahnhofstraße 21 weiter.
Karl Nägele wurde am 19. Juni 1949 auf dem Friedhof von Sigmaringendorf beerdigt.

## Werk
Nägele konnte sich als Holz- und Steinbildhauer bald reich entfalten, indem er Aufträge für Kirchen und Kapellen sowie öffentliche Einrichtungen und für Privatkunden erhielt. Seine Werke stehen unter anderem in Aachen, Berlin und Straßburg, aber auch in kleineren Orten. Berühmt wurden Nägeles monumentale Kriegerdenkmäler in Gammertingen, Gauselfingen, Hilzingen, Möhringen an der Donau, Sigmaringendorf oder Steißlingen. Seine großen Kirchenkrippen stehen in Burladingen, Haslach (Rot an der Rot) (zwölf Krippenfiguren), Jungingen und vielen anderen Orten. In Holz geschaffene Kreuzwegstationen (darunter Klosterkirche St. Gabriel in Berlin und St. Leodegar in Oberschopfheim) finden sich in Kirchen ebenso wie Altäre, Kruzifixe, Madonnen oder Reliefbildnisse, darunter das Relief des heiligen Konrad von Parzham in der St.-Gallus-Kirche zu Gutenstein oder das der Weihnachtskrippe in der „Bruckkapelle“ zu Sigmaringendorf. Zu erwähnen ist Nägeles künstlerisches Schaffen für viele Einrichtungen der Erzdiözese Freiburg.